# Египет на юношеских Олимпийских играх
Египет принимает участие в юношеских Олимпийских играх: в летних Играх — начиная с Игр 2010 года, в зимних Играх — на настоящее время не принимал участия ни разу.
Спортсмены Египта на всех юношеских Олимпийских играх выиграли в сумме 26 медалей, из них 7 золотых, все медали завоёваны на летних Играх; в неофициальном медальном зачёте спортивная делегация Египта занимает 32-е место.

## Медальный зачёт

### Медали на летних юношеских Олимпийских играх
| Игры              | Участников | Золото | Серебро | Бронза | Всего | Место |
| 2010 Сингапур     | 73         | 2      | 2       | 2      | 6     | 24    |
| 2014 Нанкин       | 83         | 2      | 1       | 5      | 8     | 33    |
| 2018 Буэнос-Айрес | 68         | 3      | 2       | 7      | 12    | 22    |
| Всего             | Всего      | 7      | 5       | 14     | 26    | 23    |